# Louisa Collings
Louisa Elizabeth Lukis Collings (4 de junio de 1818 o 1828 – 24 de marzo de 1887) fue una liquenóloga amateur, y recolectora de especímenes de fauna y flora, de las islas del Canal. Se casó con William Thomas Collings, Seigneur de Sark, un ancestro de todos los subsiguiente seigneurs.

## Recolección
Collings pudo haber nacido el 4 de junio de 1818, o de 1828, la mayor de tres hijas. Sus padres eran originarios de las islas del Canal. Poseía un vínculo con el naturalista, recolector y anticuario Frederick Lukis, a través de su mujer Elizabeth Collings, que era su prima hermana.
Debido a los prejuicios de principios de siglo XIX en educación femenina, Louisa y sus hermanas probablemente no recibieron ninguna escolarización formal. Su interés en líquenes fue probablemente debido a la influencia de su padre, de quien probablemente heredó muchos de los especímenes locales; su hermano, William Collings Lukis, también compartió los intereses naturalistas de su padre. Louisa intercambió sus ejemplares con otros coleccionistas, entre ellos el amigo de la familia, Charles du Bois Larbalestier de Jersey, acumulando una colección de más de 1.300 líquenes, en un conjunto de 32 carpetas y pequeños archivos de caja. También, en 1862, compiló una lista de 150 especies de líquenes, presentes en la isla de Guernesey, y lo presentó al geólogo David T. Ansted, que estaba trabajando en un libro sobre las Islas del Canal.

## Familia
Louisa se casó con su primo, William Thomas Collings, el 15 de junio de 1847. La ceremonia la condujo su hermano, William Collings Lukis,: 71  en la iglesia del Santo Salvador.: 71  Tuvieron cuatro hijas y dos hijos, William Frederick Collings (1852–1927) y Henry de Vic (1855–1872). A la muerte de su suegra Marie, en 1848, su marido devinó Seigneur de Sark. Enviudó en 1882, y así su rango nobiliario fief de Sark pasó a su hijo; el seigneur de 1974, Michael Beaumont, es su descendiente. Louisa decidió hacer una visita a su hija mayor, Mary Edmeades, que se encontraba enferma en Folkestone. Y, allí murió el 24 de marzo de 1887, habiendo sufrido de bronquitis durante tres días, poco después del deceso de su hija. Había sobrevivido a todos sus hijos, excepto a su hijo Seigneur. Sus otras hijas murieron respectivamente en 1851, 1859 y 1871. Su colección pasó a Guernsey, en el nuevamente establecido Museo Guille-Allès; y, se considera una de las colecciones de historia natural más importantes de la ciudad.